# Chananporn Rosjan
Chananporn Rosjan (ชนันภรณ์ รสจันทน์), soprannominata Nod (น้อด) (Bangkok, 8 marzo 1982) è una modella thailandese, incoronata Miss Universo Thailandia 2005 il 26 marzo del 2005.
Il successivo 31 maggio, la modella ha rappresentato la Thailandia al concorso Miss Universo 2005, che si è tenuto a Bangkok, dove la Rosjan non è riuscita ad entrare nella rosa delle quindici finaliste, ma ha ottenuto il riconoscimento Best National Costume.
In precedenza la modella aveva rappresentato la Thailandia ai campionati mondiali di golf juniores a San Diego, in California, per quattro anni consecutivi dal 1992 al 1996. Ha frequentato le scuole superiori a New York, dove il suo tutore lavorava al consolato thailandese. È poi tornata in patria dove ha ottenuto il bachelor in ingegneria elettrica presso l'Università Thammasat di Bangkok.
Dopo aver abbandonato la carriera di modella, Chananporn Rosjan ha iniziato a lavorare come pilota per Thai AirAsia. Oltre al thailandese ed all'inglese, parla fluentemente tedesco ed italiano.